# Липовець (Семич)
Липовець (словен. Lipovec) — поселення в общині Семич, регіон Південно-Східна Словенія, Словенія.